# Spis formatów plików obrazów
Poniższa lista przedstawia szerzej znane oraz popularne oprogramowania służące do tworzenia obrazów oraz przyporządkowane im formaty plików.

## Dyskietki
|                      | Format pliku |
| -------------------- | ------------ |
| Disk Copy Fast       | .dcf         |
| DD                   | .001         |
| DCFLDD               | .001         |
| EnCase               | .E01         |
| FDImage              | .flp         |
| RaWrite              | .img         |
| WinImage             | .ima         |
| Microsoft Virtual PC | .vfd         |

## Dyski twarde
|                                             | Format pliku                        | Typ oprogramowania                       |
| ------------------------------------------- | ----------------------------------- | ---------------------------------------- |
| Acronis True Image                          | .tib                                | płatne                                   |
| Drive Image                                 | .pqi                                | płatne                                   |
| BackupAssist                                | .vhd                                | płatne (darmowa wersja próbna 30-dniowa) |
| Clonezilla                                  |                                     | darmowe (GNU GPL)                        |
| CompuApps DriveBackup                       | .cim                                | płatne                                   |
| DriveImage XML                              | .dat and .xml                       | darmowe tylko do użytku własnego, płatne |
| Server Backup and Recovery                  | .vhd and .xml                       | płatne                                   |
| Drive Snapshot                              | .sna, .SN1, .SN2, .SN3, .SN#        | płatne                                   |
| CopyCatX                                    | .dmg, .volarchive                   | płatne                                   |
| DD                                          | .001                                | darmowe                                  |
| DCFLDD                                      | .001                                |                                          |
| EASEUS Todo Backup / Disk Copy              | .pbd                                | darmowe                                  |
| EnCase                                      | .E01                                | płatne                                   |
| TotalRecovery                               | .fbd, .sco                          | płatne                                   |
| Genie Backup Manager                        | .gbp                                | płatne                                   |
| Ghost                                       | .gho, .v2i                          | płatne                                   |
| Macintosh Finder, Disk Utility              | .dmg                                |                                          |
| Macrium Reflect                             | .mrimg                              | darmowe do użytku własnego, płatne       |
| Microsoft Server 2008 backup Wbadmin        | .vhd                                |                                          |
| Microsoft Virtual PC                        | .vhd                                |                                          |
| Nero BackItUp                               | .nbi, .nba, .nda                    |                                          |
| NTI Backup Now!                             | .nbs, .nbf, .npf                    |                                          |
| O & O DiskImage                             | .omg                                | płatne                                   |
| Paragon Drive Backup                        | .pbf                                | darmowe do użytku własnego, płatne       |
| Partimage                                   | .partimg, .partimg.gz, .partimg.bz2 | darmowe (GNU GPL)                        |
| PING (Partimage Is Not Ghost)               |                                     | darmowe (GNU GPL)                        |
| Spotmau PC Beginner/PowerSuite Professional | .pce, .pch                          | płatne                                   |
| StorageCraft ShadowProtect                  | .spf, .spi, .sp#                    | płatne                                   |
| TeraByte Image for Windows/DOS              | .tbi                                |                                          |
| Uranium Backup                              | .vhd                                | darmowe oraz płatne                      |
| VirtualBox                                  | .vdi                                |                                          |
| VMware                                      | .vmdk                               |                                          |
| Windows Imaging Format                      | .wim                                |                                          |
| BootIt Next Generation                      | .img                                |                                          |
| R-Drive Image                               | .arc                                | płatne                                   |

## Dyski optyczne
|                  | Format pliku                       |
| ---------------- | ---------------------------------- |
| Alcohol 120%     | .mds                               |
| BlindWrite       | .bt5, .bt6, .bwa, .bwi, .bws, .bwt |
| CloneCD          | .ccd                               |
| CloneDVD         | .dvd                               |
| CDRWIN           | .cue                               |
| CopyCatX         | .dmg, .volarchive                  |
| Daemon Tools     | .sav                               |
| DiscJuggler      | .cdi                               |
| ImgBurn          | .iso                               |
| MagicISO         | .uif                               |
| Nero Burning ROM | .nrg                               |
| PowerISO         | .daa                               |
| Roxio Creator    | .gi, .c2d                          |
| Roxio Toast      | .toast                             |
| UltraISO         | .isz                               |

## Pozostałe formaty obrazów
- ADF – Amiga Disk Format, obraz dyskietki Amiga.
- ADZ – wersja ADF używająca kompresji gzip.
- DSK – Obraz dyskietki innych platform, m.in. ZX Spectrum i Amstrad CPC.
- D64 – Obraz dyskietki Commodore 64.
- T64 – Obraz taśmy Commodore 64.
- TAP – Obraz próbkowany taśmy Commodore 64.
- SDI – System Deployment Image, używany do archiwizacji i dostarczania funkcjonalności "wirtualnych dysków".
- ST – uproszczony obraz dyskietki komputerów Atari ST
- MSA – uproszczony obraz dyskietki komputerów Atari ST